# Liste der Naturdenkmale in Hohberg
| Naturdenkmale | Anzahl |
| ------------- | ------ |
| FND           | 2      |
| END           | 5      |
| Gesamt        | 7      |

Die Liste der Naturdenkmale in Hohberg nennt die verordneten Naturdenkmale (ND) der im baden-württembergischen Ortenaukreis liegenden Gemeinde Hohberg. In Hohberg gibt es insgesamt sieben als Naturdenkmal geschützte Objekte, davon zwei flächenhafte Naturdenkmale (FND) und fünf Einzelgebilde-Naturdenkmale (END).
Stand: 31. Oktober 2016.

## Flächenhafte Naturdenkmale (FND)
| Name                             | Bild | Kennung     | Einzelheiten | Position | Fläche Hektar | Datum         |
| -------------------------------- | ---- | ----------- | ------------ | -------- | ------------- | ------------- |
| Allmendbrunnen                   |      | 83170470004 | Hohberg      | ???      | 0,0           | 23. Nov. 1953 |
| Kirchplatz mit Bäumen u. Brunnen |      | 83170470003 | Hohberg      | ???      | 0,2           | 23. Nov. 1953 |
| Legende für Naturdenkmal         |      |             |              |          |               |               |

## Einzelgebilde (END)
| Name                     | Bild | Kennung     | Einzelheiten | Position | Fläche Hektar | Datum         |
| ------------------------ | ---- | ----------- | ------------ | -------- | ------------- | ------------- |
| Dorflinde am Steinkreuz  |      | 83170470002 | Hohberg      | ???      | 0,0           | 23. Nov. 1953 |
| Schloßhof-Linde          |      | 83170470001 | Hohberg      | ???      | 0,0           | 23. Nov. 1953 |
| 1 Traubeneiche           |      | 83170470005 | Hohberg      | ???      | 0,0           | 14. Nov. 1994 |
| 4 Edelkastanien          |      | 83170470006 | Hohberg      | ???      | 0,0           | 14. Nov. 1994 |
| 4 Pappeln                |      | 83170470007 | Hohberg      | ???      | 0,0           | 14. Nov. 1994 |
| Legende für Naturdenkmal |      |             |              |          |               |               |